# Ibrahim Aly el-Said
Ibrahim Aly el-Said Nour el-Din (arabisch إبراهيم  عـلي السـيد نور الدين; * 24. März 1979) ist ein ägyptischer Fußballschiedsrichter.
Seit 2014 steht er auf der Liste der FIFA-Schiedsrichter und leitet internationale Fußballspiele, unter anderem in der CAF Champions League.
Beim Afrika-Cup 2019 in Ägypten leitete el-Said ein Spiel in der Gruppenphase. Darüber hinaus war er unter anderem bei der Afrikanischen Nationenmeisterschaft 2018 in Marokko, beim FIFA-Arabien-Pokal 2021 in Katar, bei der U-20-Afrikameisterschaft 2015 im Senegal und der U-20-Afrikameisterschaft 2017 in Sambia, in der afrikanischen WM-Qualifikation sowie bei diversen Qualifikations- und Freundschaftsspielen im Einsatz.